# Shin Takamatsu
Pour les articles homonymes, voir Takamatsu et Takamatsu (homonymie).
Shin Takamatsu (高松伸, Takamatsu Shin), né le 5 août 1948 à Nima dans la préfecture de Shimane, est un architecte japonais, professeur à l'université de Kyoto. Architecte de renommée internationale dans les années 1980 et 1990 il est alors connu pour concevoir des bâtiments futuristes qui utilisent souvent des images anthropomorphes ou mécaniques. Dans les années 1990 et 2000, il construit à l'étranger (en Europe et en Asie) et accède à de nombreuses commandes publiques au Japon.

## Réalisations notables
- 1980/1986 : Origin I, II, III, Kyoto
- 1983 Ark (clinique dentaire), Kyoto
- 1984 Pharaoh (clinique dentaire), Kyoto
- 1987 Kirin Plaza, Osaka (démoli)
- 1990 Solaris, Amagasaki
- 1990 : Syntax, Kyoto (démoli)
- 1990 : Nima Sand Museum, Ōda, préfecture de Shimane
- 1991/1993 Kunibiki Messe Hall, Shimane
- 1990/1995 Kirin Headquarters, Chūō à Tokyo
- 1993/1995 Musée de photographie Shōji Ueda, Hōki, préfecture de Tottori
- 1994 Quasar Building, Berlin
- 1998 Nose Myōken-san Temple, Kawanishi, Hyōgo
- 2000 Shikatsu Community Center, Shikatsu, préfecture d'Aichi
- 2003 Théâtre national d'Okinawa, Urasoe, Okinawa
- 2007 : Bidzina Ivanishvili Business Center, Tbilissi, Géorgie

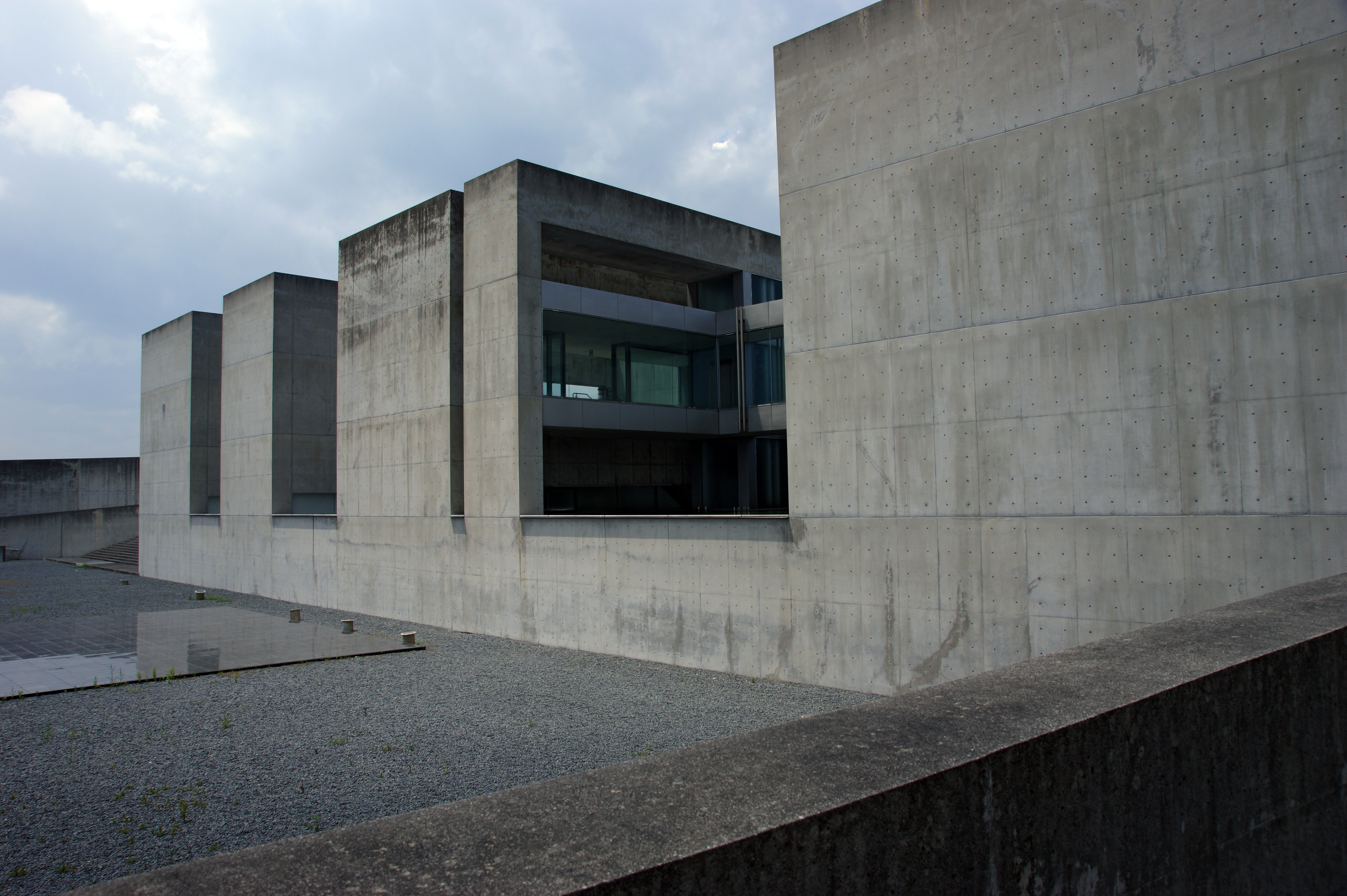
Musée de la photographie Shōji Ueda, Hōki, Tottori
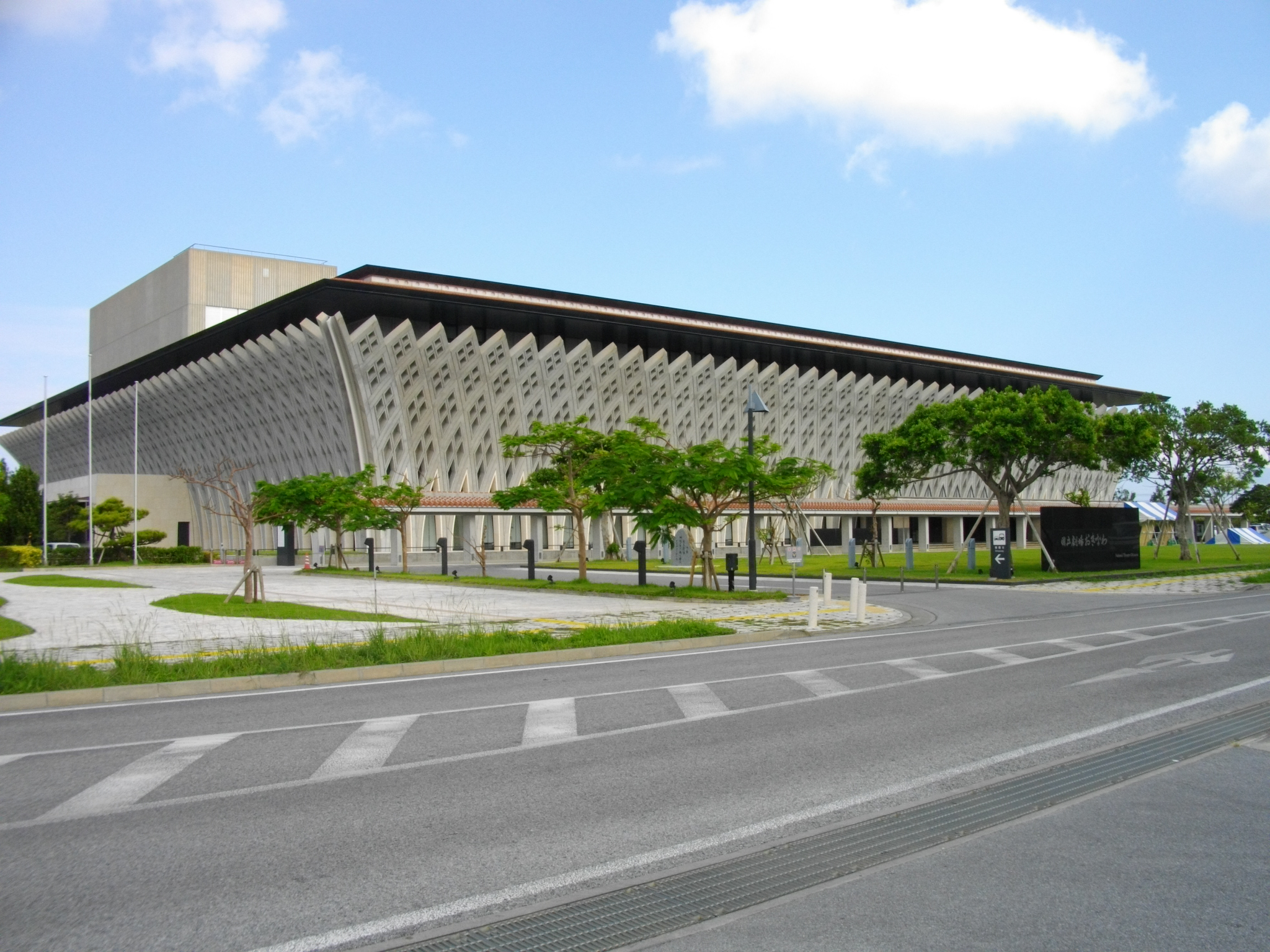
Théâtre national, Okinawa
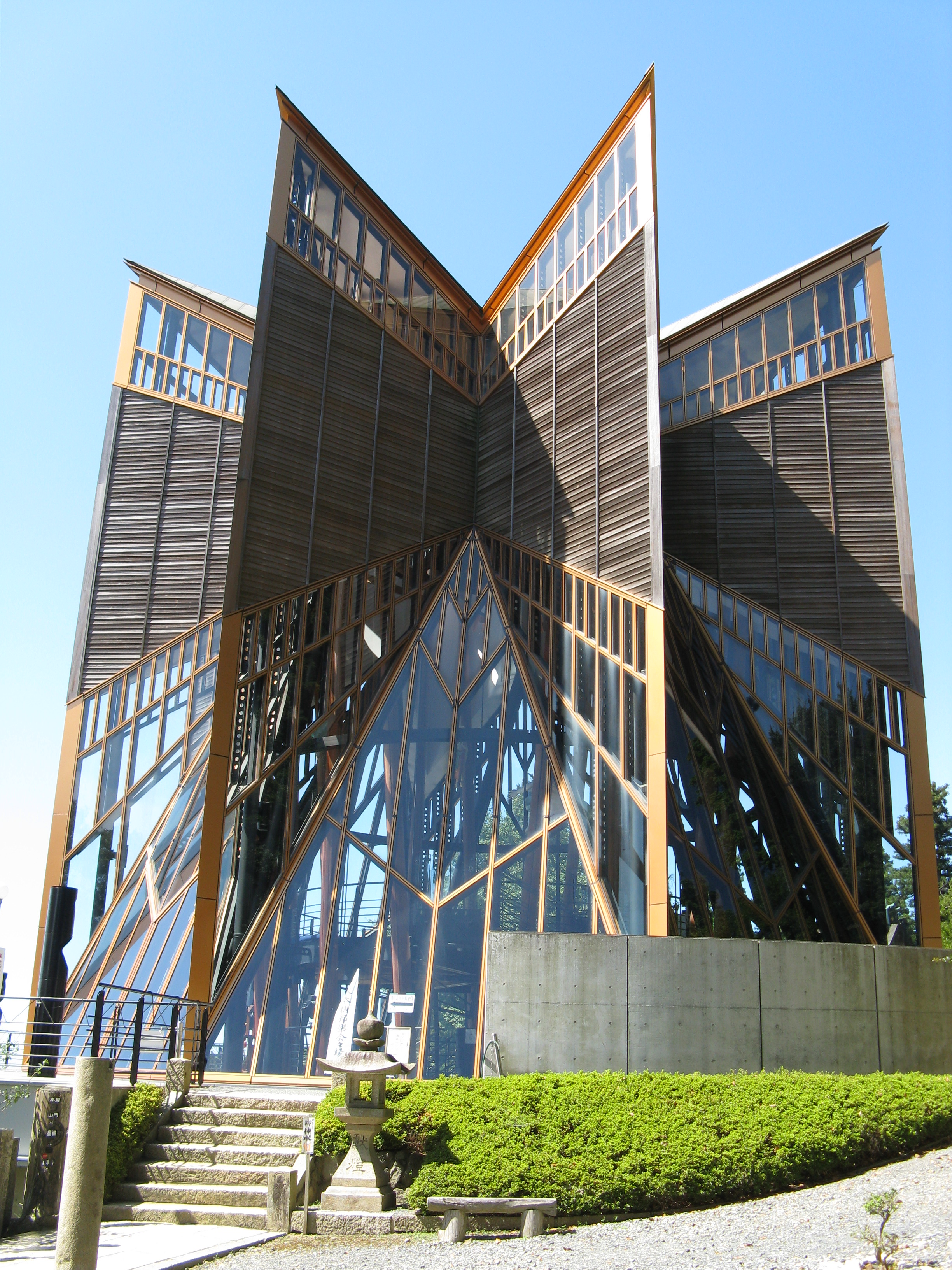
Temple Nose Myoken-san, Kawanishi, Hyogo

## Source de la traduction
- (en) Cet article est partiellement ou en totalité issu de l’article de Wikipédia en anglais intitulé « Shin Takamatsu » (voir la liste des auteurs).

1. ↑  Curl, James Stevens, A Dictionary of Architecture and Landscape Architecture, Oxford University Press, 2015, 1017 p. (ISBN 978-0-19-860678-9, lire en ligne), p. 760
2. ↑  Benoît Jacquet et Yann Nussaume, "L'évolution de l'architecture de Takamatsu Shin et le passage à l'ère Heisei : continuité ou fluctuation ?", Ebisu, 57, 2020 (lire en ligne), p. 147-211